# Mersey River
Pour l’article homonyme, voir Mersey (homonymie).
La Mersey River est un fleuve du nord-ouest de la Tasmanie, en Australie qui doit son nom à la rivière Mersey au Royaume-Uni.

## Géographie
D'une longueur de 157 km, la Mersey River est un fleuve qui prend sa source à 948 m au Lake Meston (de), dans le Parc national Walls of Jerusalem, au pied sud-est du Mont Ragoona (en).
Elle reçoit comme affluents notables (rive et altitude indiquées entre parenthèses) :
- La Lees Creek, confluent dans le Junction Lake (RG, alt. ?), 41° 55′ 19″ S, 146° 11′ 02″ E
- La Kia Ora Creek (RG, alt. ?), 41° 53′ 00″ S, 146° 05′ 40″ E
- La Wurragarra Creek (RG, alt. 607 m), 41° 50′ 17″ S, 146° 07′ 22″ E
- La Moses Creek (RD, alt. ?), 41° 50′ 20″ S, 146° 10′ 31″ E
- La Fish River (RD, alt. 488 m/480 m), confluent au Lake Rowallan (en), 41° 46′ 03″ S, 146° 12′ 33″ E
- La Arm River (RG, alt. 415 m), 41° 41′ 19″ S, 146° 13′ 05″ E
- La Fisher River (RD, alt. 385 m), premier affluent principal, confluent à la retenue artificielle du lac Parangana (en), 41° 38′ 34″ S, 146° 13′ 41″ E
- La Mole Creek (RD, alt. 209 m), 41° 31′ 22″ S, 146° 21′ 13″ E
- La Lobster River ou Lobster Rivulet (RD, alt. 106 m), 41° 29′ 46″ S, 146° 29′ 52″ E
- La Coilers Creek (RD, alt. 66 m),
- La Dasher River (de) (RG, alt. 60 m), second affluent principal, 41° 24′ 15″ S, 146° 28′ 10″ E
- La Redwater Creek (RG, alt. 28 m), 41° 19′ 00″ S, 146° 27′ 04″ E
- La Caroline Creek (RG, alt. 10 m), 41° 15′ 39″ S, 146° 25′ 00″ E
- La Bonneys Creek (RD, alt. 8 m), confluent à Latrobe, 41° 14′ 08″ S, 146° 24′ 12″ E
- La Kings Creek (RD, alt. ?), confluent à Latrobe, 41° 14′ 07″ S, 146° 24′ 13″ E
- La Eight Creek (RG, alt. ?), confluent dans l'estuaire, 41° 13′ 02″ S, 146° 20′ 52″ E
- La Horsehead Creek (RG, alt. ?), confluent dans l'estuaire, 41° 12′ 14″ S, 146° 20′ 55″ E

L'embouchure du fleuve, sur le détroit de Bass, est située dans la ville portuaire de Devonport ; elle sépare la ville en deux parties inégales ; 41° 10′ 00″ S, 146° 22′ 07″ E.

## Activités économiques
Le rafting est un sport pratiqué sur ce cours d'eau.
Le barrage hydro-électrique de Rowallan est situé sur le fleuve Mersey.

## Galerie

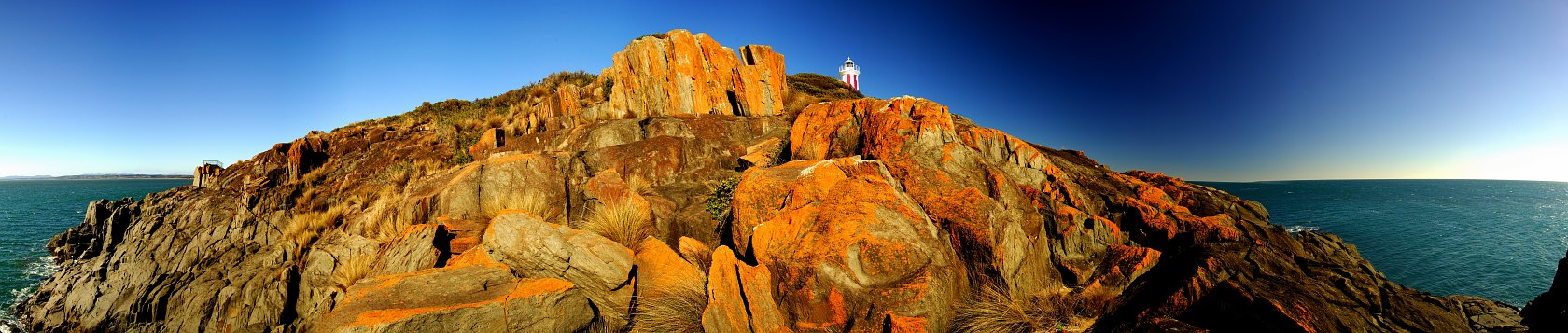
Les falaises et le phare à l'embouchure de la Mersey River près de Devonport, en Tasmanie en Australie.